# Vasil Guryua
Vasil Georgievich Guryua (en georgiano: ვასილ გურჯუა; Kindgui, 15 de noviembre de 1885-Sujumi, 19 de septiembre de 1924) fue un político georgiano de etnia abjasia del Partido Socialdemócrata de Georgia y miembro de la Asamblea Constituyente de Georgia de 1919 a 1921. 

## Biografía
Vasil Guryua nació en una familia de campesinos y se graduó en la Escuela Agrícola de Kutaisi en 1901. En 1902 se unió al movimiento de liberación y se convirtió en miembro de la facción menchevique del Partido Obrero Socialdemócrata de Rusia. En 1905 participó activamente en el movimiento revolucionario en Gudauta (Abjasia), donde fue detenido acusado de importar ilegalmente armas del extranjero. En 1907, la Sala de Primera Instancia de Tiflis lo condenó a un año de trabajos forzados, pasando dos años y medio en la prisión de Meteji de Tiflis.  
Guryua fue miembro del Consejo Nacional de Georgia y del Consejo Nacional de Abjasia en 1917, perteneciendo posteriormente a la breve Seima de Transcaucasia. El 26 de mayo de 1918, tras la disolución de la Seima y la declaración de independencia de Georgia, se le delegó la tarea de establecer un gobierno autónomo en Abjasia.
Después de la ocupación de la República Democrática de Georgia por la Rusia soviética en 1921, Guryua permaneció en Georgia. En 1921 fue arrestado en Ochamchire, donde pasó 15 días en la prisión del Politburó, y luego fue enviado a Sujumi, donde pasó tres meses y medio en prisión. Después de salir de prisión, regresó a Kindgi, pero después del comienzo de los arrestos masivos, pasó a la clandestinidad. El 1 de agosto de 1924 fue arrestado por agentes de la milicia Ochamchire en el pueblo de Bedia. El 15 y 17 de septiembre de 1924, se le condenó a ser fusilado por la República Socialista Soviética de Abjasia. La ejecución ocurrió en Sujumi a las 4 de la madrugada del 19 de septiembre. 